# Maciej Jankowski
Maciej Jankowski (* 4. ledna 1990, Varšava) je polský fotbalový útočník či záložník, od ledna 2016 působící v polském klubu Arka Gdynia. Je bývalým mládežnickým a současným seniorským reprezentantem Polska.

## Klubová kariéra
Svoji fotbalovou kariéru začal v Sarmatě Warszawa, odkud v průběhu mládeže zamířil do mužstva KS Piaseczno, kde se v létě 2006 propracoval do prvního týmu. Před sezonou 2010/11 klub opustil a zamířil do Ruchu Chorzów, kde byl oporou a odehrál zde několik zápasů v předkolech Evropské ligy. V červenci 2014 se hráč stal posilou týmu Wisla Krakow.

### Piast Gliwice
V zimním přestupovém období ročníku 2015/16 přestoupil do Piastu Gliwice, kde podepsal kontrakt na dva a půl roku s opcí na dvanáct měsíců. Gliwice hráče z Wisly vykoupily za 250 tisíc złotych (cca 1 505 000 Kč).

#### Sezona 2015/16
V Ekstraklase za Piast debutoval v ligovém utkání 22. kola (13. 2. 2016) proti Górniku Łęczna (remíza 1:1), odehrál 62 minut. V neúplné sezoně 2015/16 odehrál za tým 6 zápasů, ve kterých branku nedal. V sezoně s týmem dosáhl historického umístění, když jeho klub skončil na druhé příčce a kvalifikoval se do druhého předkola Evropské ligy UEFA.

#### Sezona 2016/17
S Piastem se představil ve 2. předkole Evropské ligy UEFA, kde klub narazil na švédský tým IFK Göteborg, kterému podlehl 0:3 a remízoval s ním 0:0.

## Reprezentační kariéra
V minulosti reprezentoval Polsko v kategorii do 21 let. Od roku 2011 je polským seniorským reprezentantem. V A-týmu reprezentace Polska debutoval 16. prosince 2011 v přátelském utkání proti reprezentaci Bosny a Hercegoviny (výhra 1:0).

### Reprezentační zápasy
Zápasy Macieje Jankowskiho v A-mužstvu Polska
| Rok                 | Zápasy | Góly |
| ------------------- | ------ | ---- |
| 2011                | 1      | 0    |
| Celkem              | 1      | 0    |
| Platí k 16. 6. 2016 |        |      |